# قسموس ضعيف
قسموس ضعيف (الاسم العلمي:Cosmos deficiens) هو نوع من النباتات يتبع جنس القسموس من الفصيلة النجمية.